# Alpensiedlung

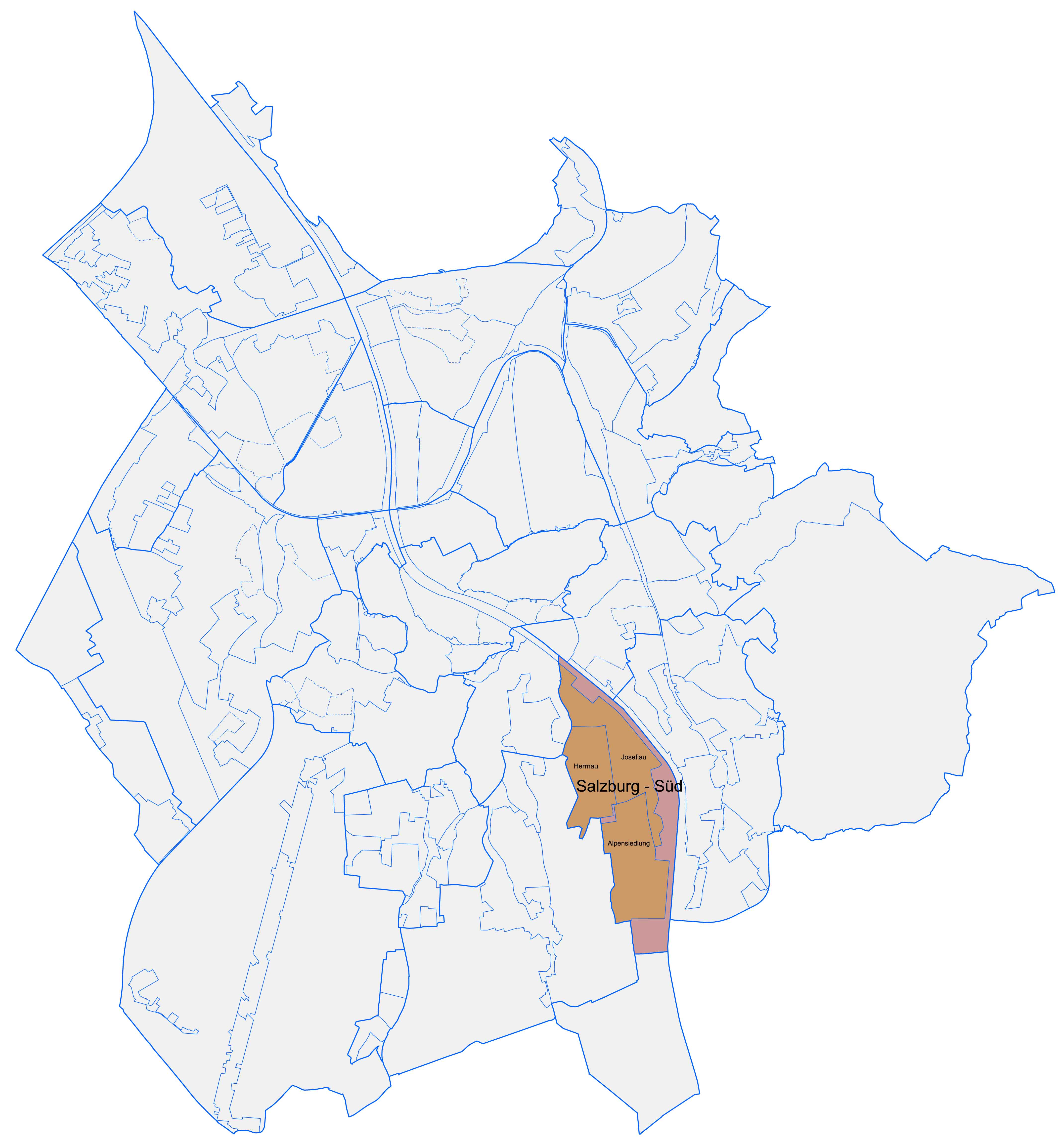
Die Kartenskizze zeigt die Alpensiedlung innerhalb des Stadtteils Salzburg-Süd

Die Alpensiedlung ist der heute weit überwiegend gewerblich genutzte Teil des Stadtteiles Salzburg-Süd in der Stadt Salzburg.
Die Alpensiedlung liegt am südlichen Rand der Stadt, nördlich und nordöstlich liegt der Siedlungsraum Josefiau, westlich der Landschaftsgarten beiderseits der Hellbrunner Allee und dahinter der historische Ortskern von Morzg. Südlich schließt der geschlossene historische Grünraum um Schloss Hellbrunn und dem Schlosspark Hellbrunn an, der salzachnah großteils als Auwald erhalten ist. Die Grenze zur Josefiau bilden im Norden die Egger-Lienz-Gasse und im Nordosten die Robert-Stolz-Promenade.
Ihren Namen verdankt die Alpensiedlung der Alpenstraße, einer wichtigen Ausfallstraße, die vom Stadtzentrum aus südwärts Richtung Anif, Grödig, Berchtesgaden und Tauernautobahn verläuft, und die früher auch Teil der Deutschen Alpenstraße war. Auf der Alpenstraße verkehren die StadtBus-Linien 3 und 8 sowie die Albus-Linien 25, 28 und Regionalbuslinien.
Der Stadtteil entstand aus einem in den letzten beiden Kriegsjahren des Zweiten Weltkrieges erbauten provisorischen militärischen Lagers, das den Namen Alpenlager trug. Hier entstanden später erste Wohn- und Gewerbebauten. Von der ersten Verbauung ausgreifend, wuchs im Zug des großen Bevölkerungswachstums der Stadt nach dem Zweiten Weltkrieg die heutige Alpensiedlung, die zu großen Teilen heute als Gewerbegebiet gewidmet ist.
Die Alpensiedlung wird geprägt von zahlreichen Großmärkten, die sich hier in verkehrsgünstiger Lage angesiedelt haben, und einem Einkaufszentrum, das sich auf beiden Seiten der Alpenstraße erstreckt. Daneben dominieren Wohnblocks. Außerdem befinden sich in der Alpensiedlung drei Studentenheime, die Sporthalle Alpenstraße, die Landespolizeidirektion Salzburg sowie die Remisen des Salzburger StadtBus.